# Кхаджурахо
Кхаджурахо (на хинди: खजुराहो) е град в Индия с огромен комплекс от храмове от североиндийски тип, с кули с параболически очертания (между 954—1050), в Индия (щат Мадхя Прадеш).
В периода от 950 до 1050 г. градът е бил столица на династията Чандела. Градът комплекс има площ от 21 км². Храмовете Кхаджурахо са обект на световното културно наследство на ЮНЕСКО. Населението на града е 19 282 жители.
Индийският щат Ориса може да се нарече музей под открито небе. В градовете Бхубанешвар, Пури, Конарк и др. има паметници, които са истински „чудеса на света“. Още по-прочут е Кхаджурахо – град с уникални образци от каменното строителство на Индийското средновековие.
Повече от хиляда години ни делят от построяването на тези храмове, богато украсени със скулптури, които са запечатали всички прояви на човешкия живот в онази епоха. От 85-те храма напълно са запазени 22, останалите са станали жертва на вековете. Тези, които са оцелели, са изключително ценни паметници на културата и за разглеждането им е необходимо доста време. Грандиозни каменни площадки, стълбища, светилища, портали, кули, храмове, чиито стени са украсени със скулптури. Повечето от тях изобразяват горещи прегръдки на влюбени, силно интимни епизоди и сцени от живота. Някои специалисти твърдят, че скулптурната еротика има дълбоко религиозен характер и символизира връзката на човешката душа с боговете. Други смятат, че такива скулптури предпазват храма от гръмотевици: богът на дъжда Индра е един от покровителите на любовта.
На всяко от хилядите изваяни лица посетителят вижда застинала блажена усмивка. Той разглежда каменните фигури на танцьорките при сутрешна светлина, на пладне и при залез слънце и вижда как при играта на светлините и сенките фигурите оживяват. Ръцете на мъжете и жените като че се движат, изобразявайки бушуващи страсти, талиите тръпнат, имитирайки люшкащи се от вятър клони на дървета. Лицата се усмихват и сияят, когато върху тях падат лъчите на изгряващото слънце.